# 马元 (马殷之父)
馬元（？—？），史書作马元丰，唐朝末年许州鄢陵人，为许州平民，是马殷的父親。
927年，马殷在潭州建立南楚，他被尊為国王，諡號景莊王。

## 子
- 马殷
- 马賨
- 马存